# 文岭镇
文岭镇是中国福建省福州市长乐区下辖的一个镇。

## 行政区划
文岭镇共辖12个村委会，分别是：
文岭村、后董村、前董村、石壁村、东庄村、沙头顶村、山边刘村、郑朱村、东吴村、凤庄村、阜山村、龙塘村。